# Platyja argenteopunctata
Platyja argenteopunctata är en fjärilsart som beskrevs av George Thomas Bethune-Baker 1906. Platyja argenteopunctata ingår i släktet Platyja och familjen nattflyn. Inga underarter finns listade i Catalogue of Life.